# 菲莉帕·安格尔达尔
菲莉帕·安格尔达尔（瑞典語：Filippa Angeldal，1997年7月14日—），瑞典職業女子足球运动员，司職中場，現效力於曼城足球會。她曾代表瑞典国家队参加2020年夏季奥林匹克运动会足球比赛，获得一枚银牌。